# Marquard von Lindau
Marquard von Lindau oder Markus von Lindau (* 1320/30; † 15. August 1392 in Konstanz),  auch M. Funke, war ein deutscher Prediger, Franziskaner und Verfasser theologischer Schriften.

## Leben
Die Quellen zu seiner Biographie sind teilweise strittig. Unklar ist beispielsweise, ob er 1373 in Straßburg Dozent am Studium generale der Franziskaner wurde. 1379 wurde ihm aufgrund direkter Anordnung durch Clemens VII. der Grad eines Magisters der Theologie verliehen. In den Jahren 1377 und 1382 bis 1383 war er Kustos der Custodia Lacus (Kustodie Bodensee) in Konstanz innerhalb der Oberdeutschen (Straßburger) Franziskanerprovinz Argentina, 1389 wurde er Provinzial der Provincia Argentina. Hauptsächlich in dieser Provinz war er reformerisch tätig.

## Werk
Marquard soll 28 Traktate und zahlreiche Opuscula verfasst haben. Seine Erklärung der Zehn Gebote, ein mittelhochdeutscher Prosatext, war von besonders weitreichender Wirkungsgeschichte. Er verarbeitet die diesbezügliche Abhandlung von Heinrich von Friemar dem Älteren, De X Praeceptis, der beliebtesten Dekalogerklärung des Spätmittelalters. Als Hauptwerk kann De reparatione hominis angesehen werden, eine Interpretation der Heilsgeschichte, unterteilt in 30 „Artikel“, mit Zitaten u. a. aus Anselm von Canterbury, Hugo von St. Viktor, Bonaventura und Meister Eckhart. Konzepte der beiden zuletzt Genannten prägen auch Marquards Traktat über die Armut, De paupertate, der den Armutsbegriff im Sinne der Bloßheit (nuditas) Bonaventuras und der „abegescheidenheit“ (der Bloßheit von jedem Einzelding und Selbstbezug) Eckharts interpretiert.

## Werkausgaben
- Dekalogerklärung:
  - Das Buch der zehn Gebote. Venedig 1483; Faksimile-Ausgabe, mit Einleitung und Glossar, Amsterdam 1984.
  - Die zehe gebot. Straßburg 1516 und 1520; Faksimile-Ausgabe Amsterdam 1980.
- R. Blumrich (Hrsg.): Marquard von Lindau: Deutsche Predigten. Untersuchungen und Edition (= Texte und Textgeschichte. Band 34). Tübingen 1994.